# Hagnagora acothysta
Hagnagora acothysta är en fjärilsart som beskrevs av William Schaus 1901. Hagnagora acothysta ingår i släktet Hagnagora och familjen mätare. Inga underarter finns listade i Catalogue of Life.